# Abele Damiani
Abele Damiani (Marsala, 2 giugno 1835 – Marsala, 20 marzo 1905) è stato un patriota e politico italiano.
Fu Vicepresidente della Camera, sottosegretario agli Esteri e senatore del Regno d'Italia.

## Biografia
Nacque a Marsala  nel 1835 da Giuseppe, (1798 - 1855) discendente da un patrizio genovese e Giacoma Curatolo (1803 - 1851). Abele studiò al seminario di Mazara del Vallo e nel 1852 si spostò a Palermo per frequentare l'università. Qui collaborò con giornali letterari come Il Segesta, La Lira, il Mondo Comico.
Ebbe due figli: Giuseppe che si laureò in giurisprudenza e divenne un celebre avvocato e Giacoma che sposò l’imprenditore Pasquale Gallo 
Si oppose ai Borboni e fu tra coloro che in Sicilia prepararono il terreno alla rivoluzione del 1860, che permise la spedizione dei Mille. Insieme a Nicolò Fabrizi sbarcò da Malta nel sud est dell'isola, e combatté a Milazzo e fu ufficiale di Stato maggiore nell'Esercito meridionale. Poi fu con Giuseppe Garibaldi sull'Aspromonte.
Dopo l'unità d'Italia, deputato per undici legislature eletto nel 1865 e restando parlamentare fino al 1897. Nel 1882, alla morte di Garibaldi, fece confezionare il grande drappo con la scritta "Marsala" in cui venne avvolto il corpo del Generale.
Fu seguace di Francesco Crispi che, nel 1888 lo pose a capo della diplomazia, conferendogli le funzioni di Segretario generale del Ministero degli Esteri; successivamente, a seguito della riforma amministrativa crispina che introdusse i sottosegretari di Stato, tale carica fu soppressa e Damiani fu nominato sottosegretario di Stato agli Esteri nel primo e nel secondo governo Crispi dal febbraio 1888 al febbraio 1891. Fu poi vicepresidente della Camera dei deputati dal febbraio 1894 al maggio 1895.
Il 17 novembre del 1898 venne nominato senatore del Regno durante la XX legislatura, e giurò il 14 dicembre dello stesso anno. Nel 1904 fu membro della Commissione parlamentare d'inchiesta sull'organizzazione e amministrazione della Regia marina.
Nella sua attività politica propose e fece realizzare l'Istituto tecnico Agrario di Marsala che oggi porta il suo nome.
I cimeli e la divisa da garibaldino di Damiani sono conservati presso il Museo garibaldino di Marsala, nel centro polifunzionale San Pietro.
È sepolto nel cimitero urbano di Marsala, in una tomba-monumento a forma di piramide.

## Massoneria
Il 3 luglio 1862 fu iniziato in Massoneria nella Loggia di Palermo I Rigeneratori del 12 gennaro 1848 al 1860 Garibaldini, dipendente dal Supremo consiglio di Palermo, su proposta dello stesso Garibaldi, prima della sfortunata spedizione di Aspromonte. Fu tra i fondatori della Loggia Marsala di Caprera e nel 1896 fu uno dei consiglieri delegati dal Supremo consiglio presso il Grande Oriente dal Supremo Consiglio, del quale fu eletto primo Gran sorvegliante nel 1902, essendo Gran maestro Ernesto Nathan.

## Opere
Nel 1864 ha pubblicato un libro intitolato "Andrea D'Anna da Marsala", sulle gesta del cospiratore marsalese.